# غوري هتلاند
غوري هتلاند (بالنرويجية البوكمول: Guri Hetland)‏ هي متزحلقة نرويجية، ولدت في 20 يوليو 1974.

## وصلات خارجية
- غوري هتلاند على موقع الاتحاد الدولي للتزلج (التزلج الريفي) (الإنجليزية)